# Josef Hollerbach
Josef Oskar Hollerbach (* 13. März 1898 in Hardheim, Odenwald; † 18. September 1971 in Rastatt) war ein deutscher Kommunalpolitiker (CDU).

## Werdegang
Hollerbach war von 1926 bis zur Eingemeindung 1935 Ratsschreiber in Ottenau. Ab 1938 war er in Gaggenau Stadtoberinspektor. Am 4. Juli 1950 wurde er in Nachfolge von Oskar Fritz zum kommissarischen Bürgermeister ernannt und am 10. Dezember 1950 durch Wahl im Amt bestätigt. Im November 1959 wurde er für weitere zwölf Jahre gewählt. In seine Amtszeit fiel der Wiederaufbau der Stadt und der Neubau des Rathauses 1958. Auf eigenen Wunsch schied er im Juni 1968 aus dem Amt. Außerdem war er von 1953 bis 1971 Mitglied des Kreistages und Kreisrates Rastatt und dort Vorsitzender der CDU-Fraktion.
Er war 1950 Mitbegründer des Städtebundes Südbaden und nach Gründung des Südweststaates ab 1952 Vorstandsmitglied beim Städteverband Baden-Württemberg sowie Vorstandsmitglied und Verwaltungsrat des Badischen Gemeindeversicherungsverbandes.

## Ehrungen
- 1952: Verdienstkreuz am Bande der Bundesrepublik Deutschland
- 1968: Verdienstkreuz 1. Klasse der Bundesrepublik Deutschland
- 28. Juni 1968: Ehrenbürger der Stadt Gaggenau
- Benennung einer Straße in Gaggenau